# Reichenbacher Turm

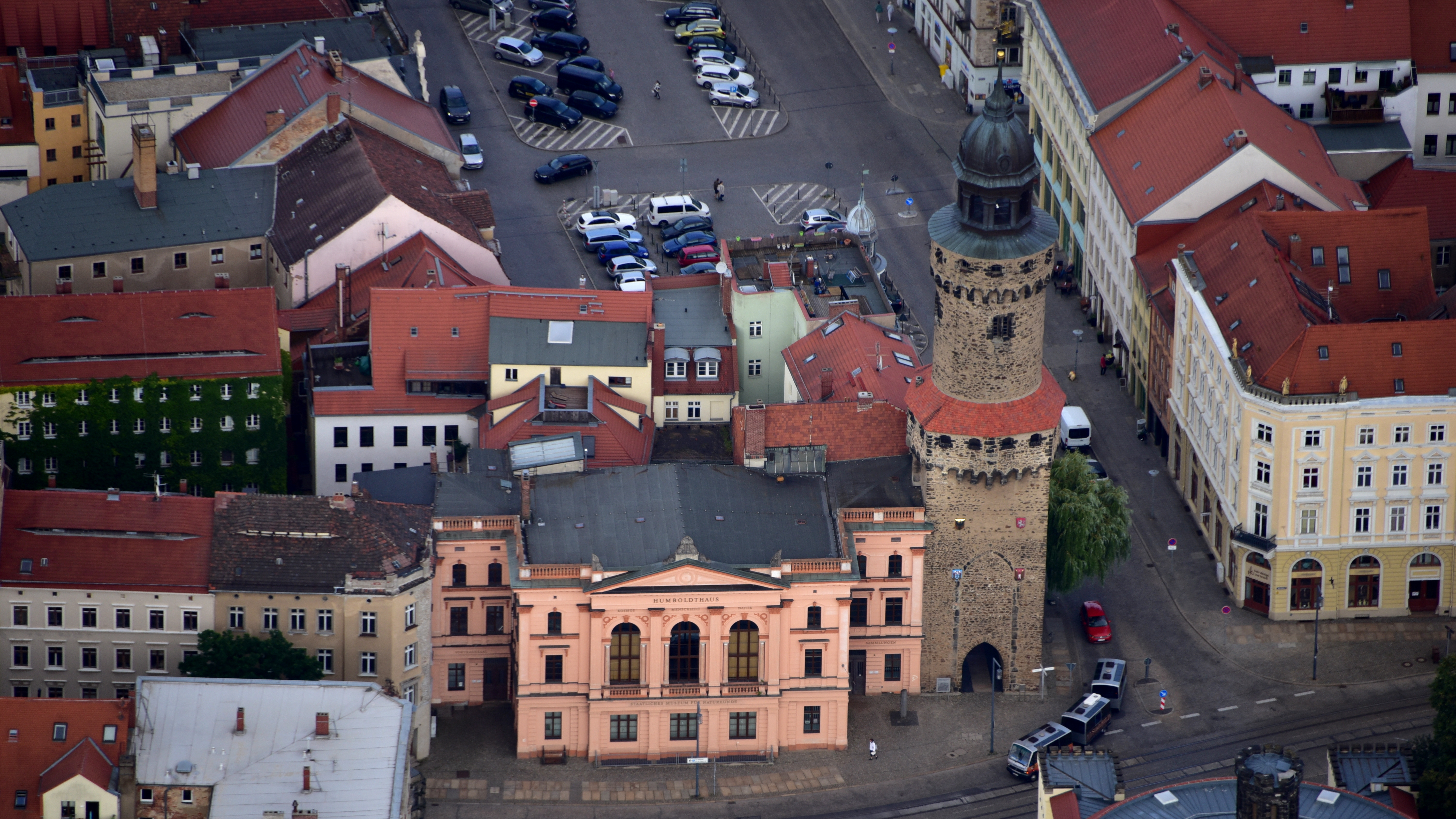
Humboldthaus und Reichenbacher Turm, Luftaufnahme (2019)

Der Reichenbacher Turm ist ein erhalten gebliebener Teil der westlichen Stadtbefestigung von Görlitz. Er ist mit 51 Metern der höchste der drei erhaltenen Wach- und Wehrtürme der Stadt – die anderen beiden sind der Nikolaiturm und der Dicke Turm. Der Rathausturm überragt ihn mit einer Höhe von 63 Metern.

## Geschichte

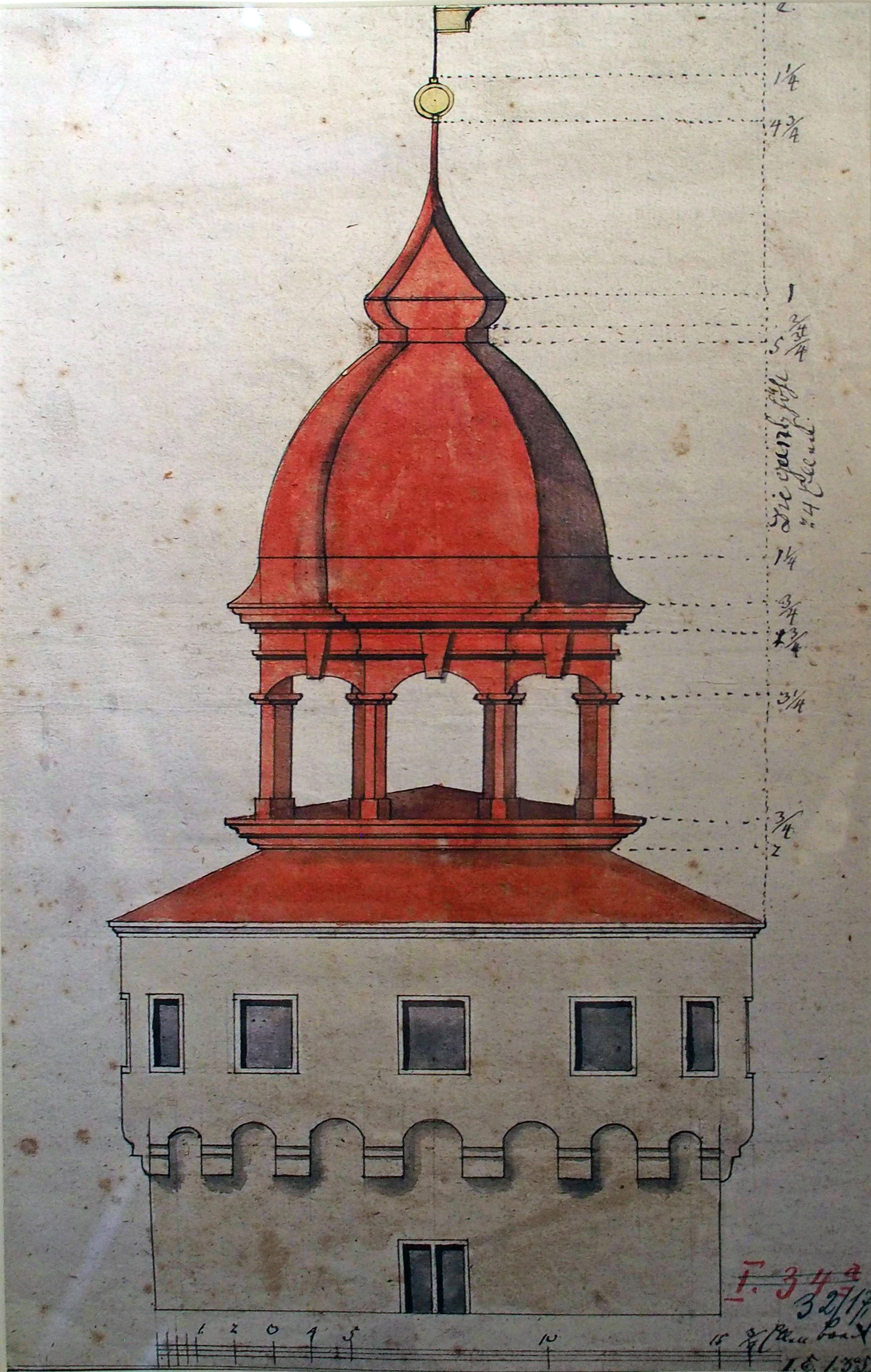
Barocklaternenbau (1782)

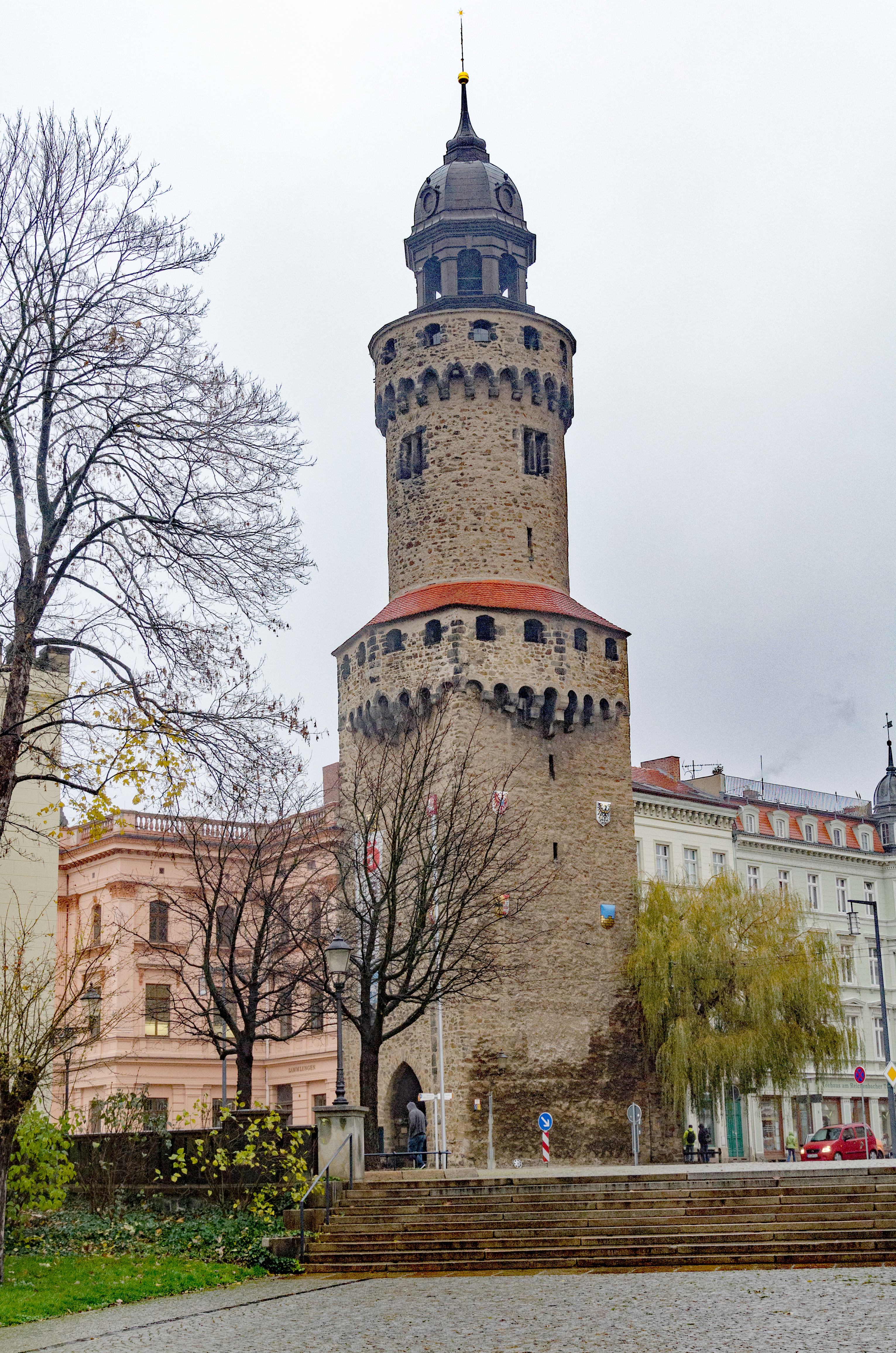
Reichenbacher Turm

Möglicherweise reicht die Geschichte des Turms bis ins 13. Jahrhundert zurück, als der Obermarkt angelegt wurde. 1376 wurde er zum Schutz des westlichen Stadttors erstmals urkundlich erwähnt. Der quadratische untere Teil des Turms stammt noch großenteils aus dieser Zeit. Über dem quadratischen Teil wird dieser durch ein Achteck mit Pultdach abgelöst, welcher in einen zylindrischen Oberturm übergeht. Gekrönt wird der Turm von einem runden Wehrgang mit Spitzbogenfriesen und der Haube.
Im Jahr 1485 wurde der Wehrgang auf den zylindrischen Oberturm aufgesetzt und der Turm bekam eine hölzerne Turmspitze. 1521 wurde der Reichenbacher Turm durch zwei hohe Schildmauern mit dem 1490 errichteten Kaisertrutz verbunden. Das Reichenbacher Tor befand sich in der nördlichen Schildmauer. Die spätgotische Turmspitze wurde 1782 durch eine kupfergedeckte Barockhaube ersetzt. Der Abbruch der Stadtbefestigung und des Tors in diesem Bereich erfolgte ab 1862. Erst 1869 legte man den Fußgängerdurchgang durch den Turm an.
Der letzte Türmer zog 1904 aus und die Turmglocke läutete seitdem elektrisch. Aufgrund starker Schäden wurde der Turm ab 1935 umfassend restauriert. Bei den Sanierungsarbeiten wurden 1936 acht Stahlanker in den unteren Teil des Turms eingezogen, die man hinter zwölf farbigen Wappen verbarg, die der Görlitzer Maler Arno Henschel anfertigte. Die oberen sechs Wappen zeigen die Länder, zu denen Görlitz in seiner Geschichte gehörte. So zeigen sich auf der Westseite des Turms die Wappen des Heiligen Römischen Reiches Deutscher Nation und Böhmens; auf der Südseite die Wappen Brandenburgs und Preußens sowie schließlich auf der Ostseite die Wappen Schlesiens und Sachsens. Die unteren sechs zeigen die Wappen des Oberlausitzer Sechsstädtebundes. 1946 wurde der Turm schon von ersten Besuchern erstiegen. 1953 wurde der Turm ein Aussichtsturm und zugleich Teil der Städtischen Kunstsammlungen, des heutigen Kulturhistorischen Museums. In den einzelnen Turmetagen befinden sich verschiedene Ausstellungsobjekte. 1999 wurde die Barockhaube neu gedeckt.
Der Reichenbacher Turm und die Kaisertrutz sind heute Teil des Kulturhistorischen Museums Görlitz.